# Felicity Smoak
Felicity Smoak es un personaje ficticio que aparece en los cómics publicados por DC Comics. Su primera aparición fue en "The Fury of Firestorm" #23, creada por el escritor Gerry Conway y el artista Rafael Kayanan. Originalmente, ella era la gerente de una empresa de software que se opuso al superhéroe Firestorm debido a su imprudencia, convirtiéndose finalmente en la segunda esposa de Edward Raymond y madrastra de Ronnie Raymond, la mitad de la identidad dual integrada del superhéroe.
Una versión de Felicity Smoak, interpretada por Emily Bett Rickards, aparece en la serie de televisión Arrow y su universo extendido de programas, conocidos colectivamente como Arrowverso. Una genio y graduado del MIT, Felicity trabaja junto al vigilante Oliver Queen / Green Arrow para ayudar a proteger Star City (antes Starling City), que luego operará bajo el alias de Overwatch. La pareja también se involucra románticamente y finalmente se casa con Felicity y da a luz a su hija Mia Smoak. Esta interpretación del personaje se colocó en el número 15 en una lista de 50 personajes femeninos favoritos, en una encuesta de profesionales de Hollywood realizada por The Hollywood Reporter en 2016.
Una versión similar de Felicity se introdujo como la encarnación de The New 52 del personaje en Flecha Verde (vol. 5) #35.

## Biografía del personaje ficticio

### The Fury of Firestorm
Interpretada como la supervisora de una empresa de software de computadora de Nueva York en su aparición debut en 1984, Felicity se encuentra por primera vez con Firestorm en el transcurso de una de sus batallas con un villano, donde inadvertidamente magnetiza y destruye de manera efectiva varias de las computadoras que almacenan el software (programas en desarrollo). Esto resulta en millones de dólares en daños a la propiedad, lo que amenaza con arruinar la empresa de software y conduce a una acalorada confrontación entre Felicity y Firestorm, donde ella amenazó con organizar una demanda colectiva en su contra. Felicity hacía apariciones recurrentes, a menudo asumiendo un papel de adversario contra Firestorm y haciendo un punto al explicar lo que el daño colateral de sus batallas le costó a ella y a otros civiles. En una ocasión, un Firestorm frustrado arremete contra el comportamiento de confrontación de Felicity usando sus poderes de transmutación molecular para transformar su ropa en espuma de jabón, una táctica que usó anteriormente con el supervillano Plastique. Humillada por estar desnuda en público, Felicity toma represalias presentando una demanda en su contra.
En algún momento, Felicity desarrolla una relación romántica con Ed Raymond. No tiene idea de que el hijo de Ed, Ronnie, es la otra mitad de Firestorm. Cuando Ronald descubre que Felicity está viendo a su padre, no está seguro de cómo tratarla debido a sus interacciones pasadas. Con el tiempo, Felicity y Ed se enamoran profundamente y se casan. Después de la boda, Felicity descubre la verdad sobre la identidad dual secreta de Ronnie, pero en este punto ella lo había perdonado por sus transgresiones pasadas, aunque todavía insistiría en recordarle la importancia de usar sus superpoderes de manera responsable.

### The New 52
DC Comics reinició sus propiedades cómicas en 2011 como parte de un relanzamiento titulado The New 52, que llevó al personaje de Felicity Smoak a ser traído de regreso de una manera similar a la versión vista en Arrow. La versión New 52 de Felicity Smoak se presentó en 2014 en Green Arrow #35, el primer número de ese libro escrito por el showrunner de Arrow, Andrew Kreisberg. En el #35, se la presenta en un suspenso del final del problema como una asesina que quiere matar a Oliver, pero rápidamente explica que si bien es una hacker contratada que ha "hecho cosas cuestionables" en el pasado, "llevar a un héroe a la muerte no es uno de ellos", explicando que no sabía que su objetivo era Flecha Verde cuando aceptó el trabajo. Después de demostrar sus credenciales de hacker explicándole que conoce su identidad secreta, así como detalles muy específicos de su vida de superhéroe, personal, profesional y familiar, se ofrece a formar parte de su equipo con el deseo de ayudarlo a salvar la ciudad. Suponiendo que quien la contrató para matar a Oliver tiene planes extremadamente malvados, se une a Green Arrow para rastrear al otro objetivo de su cliente, una mujer llamada Mia Dearden, a quien pronto descubren que está siendo perseguida por la mortal arquero Merlyn.
Más adelante en la misma historia, Felicity es arrestada y colocada en una instalación de Supermax por sus muchos delitos cibernéticos, donde comparte celda con Cheetah; se establece que Felicity había sido contratada una vez para dox a Cheetah, poniendo a la villana y a sus seres queridos en mayor peligro. Oliver la salva de Cheetah con la ayuda de Steve Trevor de A.R.G.U.S. Al final, Oliver salva a Mia del hombre que la persigue a ella y a su padre John King. Oliver también lo expone como un asesino que utilizó el soborno y la corrupción para controlar Seattle. Trevor invita a Felicity a unirse a A.R.G.U.S., pero parece rechazar su oferta a favor de trabajar con Oliver.

## Versiones alternativas

### DC Bombshells
En una versión de la historia alternativa de la Segunda Guerra Mundial representada en DC Comics Bombshells, una joven Felicity y su familia fueron desalojadas de su casa en Gotham City por el propietario porque violaron la ley al cuidar a algunos familiares, que habían huido de los horrores de Europa. El arrendador intenta quitarle algunas de sus pertenencias personales, justificando que está tomando el alquiler atrasado. Felicity discute con él, diciendo que no le dará la espalda a su propia familia. Afortunadamente, un equipo de Batgirls viene al rescate, salvando a la familia Smoak y todas sus pertenencias. Felicity y su familia son luego trasladadas a una casa segura por las jóvenes heroínas. Smoak finalmente se une a las Batgirls y se pone un disfraz.
Felicity también aparece en la serie de continuación Bombshells: United ambientada en los Estados Unidos en 1943. Ahora con trece años, viaja con su compañera Batgirl, Alysia Yeoh a Hawái, donde la pareja descubre a Black Canary. Felicity usa sus habilidades técnicas y conocimientos para ayudar a rastrear la fuente de misteriosas señales de radio que actúan como un medio de control mental. Para analizar completamente la fuente de la señal, Felicity se encierra en la torre de radio, exponiéndola al control mental. Ella es capaz de escribir la ubicación y mostrársela al Frankie Charles que espera antes de sucumbir a sus efectos. Felicity y las otras víctimas de la señal de control mental son liberadas por Black Canary y Bumblebee tras la derrota de Granny Goodness.

## En otros medios

### Arrowverso

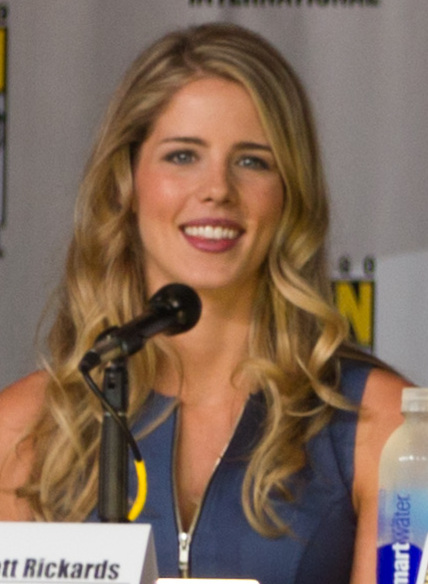
Rickards interpreta a Felicity en el Arrowverso.

#### Serie de televisión
Una versión de Felicity aparece en la serie de televisión Arrow, en sí misma una reinvención de los mitos de Green Arrow, interpretada por Emily Bett Rickards. El personaje se presenta como un I.T. genio, hacker experto y experto en informática, con un título de M.I.T. Se une a Oliver Queen en su misión de justiciero y luego funda su propia empresa "Smoak Technologies". Oliver y Felicity comienzan una relación romántica que finalmente conduce a su matrimonio y al nacimiento de su hija Mia Smoak. El personaje se introdujo originalmente en el tercer episodio de la primera temporada, "Lone Gunmen", como un personaje único. Debido a la reacción positiva tanto de Stephen Amell como del productor de Warner Brothers, Peter Roth, el personaje se hizo recurrente en la primera temporada y, a partir de la segunda, se convirtió en parte del elenco principal. El personaje también hace apariciones en los spin-offs de Arrow, The Flash, Legends of Tomorrow, Vixen y Supergirl. Rickards dejó Arrow al final de su séptima temporada pero regresó como estrella invitada para el final de la serie, "Fadeout", que se emitió en enero de 2020.

#### Medios de impresión
Felicity aparece en los cómics digitales vinculados a la serie Arrowverse, Arrow Season 2.5, Flash Season Zero y en "Smoak Signals" partes 1 y 2. Ella es una de las cuatro protagonistas de los dos cómics relacionados producidos para acompañar el evento crossover de Arrowverse Crisis on Infinite Earths, lanzado en diciembre de 2019 y enero de 2020 respectivamente. También es una de las protagonistas de las novelas vinculadas de Arrowverse, Arrow: Vengeance, escrita por Oscar Balderrama y Lauren Certo, The Flash: The Haunting of Barry Allen escrita por Susan y Clay Griffith, y la secuela Arrow: A Generation of Vipers así como Arrow: Fatal Legacies, en coautoría con Marc Guggenheim y James R. Tuck.

#### Web series
Felicity (nuevamente interpretada por Rickards) aparece en la serie web promocional de Arrow, titulada Blood Rush. Rickards también proporcionó la voz para el personaje en las temporadas uno y dos de la serie web del Arrowverse Vixen, que debutó en 2015 y 2016 respectivamente, en CW Seed.

### Videojuegos
- El personaje aparece en Lego Batman 3: Beyond Gotham como parte del paquete Arrow DLC.[36]
- En el juego de 2017 Injustice 2, se hace referencia a Felicity en un huevo de Pascua. Al enfrentarse en combate, si Flash logra sacar la primera barra de salud de Green Arrow, afirma; "Eso es por romperle el corazón a Felicity".[37]